# Hiệp hội Bán hàng Đa cấp Việt Nam
Hiệp hội bán hàng đa cấp Việt Nam là tổ chức xã hội - nghề nghiệp của những người làm việc trong các doanh nghiệp kinh doanh theo phương thức bán hàng đa cấp
Hiệp hội có tên giao dịch tiếng Anh là Vietnam Multi-Level Marketing Association, viết tắt là VMLMA.
Hiệp hội được thành lập vào tháng 5 năm 2009 và lễ ra mắt chính thức được diễn ra vào ngày 31 tháng 3 năm 2010 được tổ chức tại Khách sạn Sheraton, Hà Nội. Hiệp hội được thành lập nhằm quản lý, định hướng hoạt động bán hàng đa cấp tại Việt Nam và tại các công ty tham gia lĩnh vực này, đồng thời tạo một sân chơi lành mạnh cho các doanh nghiệp thành viên và cũng nhằm đảm vệ quyền lợi người tham gia và người tiêu dùng.
Điều lệ Hiệp hội được Bộ Nội vụ phê duyệt tại Quyết định 1363/QĐ-BNV ngày 02/10/2009 
.
Trụ sở chính của Hiệp hội tại Tầng 3, số 100 Lò Đúc, quận Hai Bà Trưng, Hà Nội. Văn phòng đại diện Hiệp hội tại Tp. Hồ Chí Minh:
- 7 Nguyễn Văn Trỗi, Quận Phú Nhuận

## Thành viên

### Hội viên chính thức
Theo điều lệ VMLMA: "Hội viên của Hiệp hội phải là các tổ chức, doanh nghiệp Việt Nam kinh doanh theo phương thức bán hàng đa cấp, đã đăng ký tổ chức bán hàng đa cấp tại cơ quan nhà nước có thẩm quyền và tán thành điều lệ của Hiệp hội đều có thể được công nhận là Hội viên chính thức của Hiệp hội." 
| STT | Tên công ty                                                           | Thành lập/     | Sản phẩm | Nhà sản xuất/ cung cấp                                      |
| --- | --------------------------------------------------------------------- | -------------- | --- | ----------------------------------------------------------- |
| 01  | Công ty TNHH Thương mại Lô Hội (Tp. Hồ Chí Minh)                      | 1978/15-6-2002 | Thực phẩm chức năng (TPCN), Mỹ phẩm chăm sóc da và mỹ phẩm trang điểm, làm ốm và săn chắc cơ thể, Hàng tiêu dùng và chăm sóc cá nhân. (chủ yếu từ lô hội, sản phẩm từ ong...) | Forever Living Products - (Hoa Kỳ)                          |
| 02  | Công ty CP Kim Đô (Tp. Hồ Chí Minh)                                   | 28-8-2006      | TPCN, Mỹ phẩm chế biến từ nhân sâm 6 năm tuổi và hoa nhân sâm | Kimdo Corp. - (Đài Loan).                                   |
| 03  | Công ty CP TM Merro (Hà Nội)                                          | Tháng 12-2005  | TPCN | Tập đoàn Merro Đại Liên - (Trung Quốc).                     |
| 04  | Công ty CP Quốc tế Tân Đại Trạch (Hà Nội)                             | 2004           | TPCN tảo | Tân Đại Trạch Group Việt Nam - Trung Quốc.                  |
| 05  | Công ty TNHH Noni Vina                                                | 2004           | Nước trái nhàu (Noni juice) | Tahitian Noni International - Hoa Kỳ                        |
| 06  | Công ty TNHH Thế giới Toàn Mỹ (Tp. Hồ Chí Minh)                       | 2006           | TPCN | Best World - Hoa Kỳ                                         |
| 07  | Công ty CP Liên kết Việt Nam                                          | 24-7-2006      | TPCN với công nghệ Delta-Immune | Tự sản xuất tại Việt Nam với công nghệ Mỹ.                  |
| 08  | Công ty TNHH Tầm Nhìn Việt Nam (Hà Nội)                               | 5-12-2002      | TPCN/thực phẩm thuốc có hoạt tính sinh học cao, 100% chiết xuất từ cây cỏ thiên nhiên                                                                                         | Vision International People Group (Nga) - Sản xuất tại Pháp |
| 09  | Công ty TNHH TM-DV Vĩnh Nhật Quang (Tp. Hồ Chí Minh)                  | 2004           | TPCN | Eternal Sunshinen - Anh                                     |
| 10  | Công ty TNHH Mỹ phẩm Thường Xuân (Tp. Hồ Chí Minh)                    | 2010           | mỹ phẩm, thực phẩm dinh dưỡng (WellNess) | Oriflame - Thụy Điển                                        |
| 11  | Công ty TNHH SX-TM Hưng Thời Đại (Tp. Hồ Chí Minh)                    | ?              | đồng hồ, máy lọc nước, máy cắt gọt đa năng, áo lót nano | không rõ                                                    |
| 12  | Công ty TNHH Tân Hy Vọng (839 Lũy Bán Bích,Q.Tân PHÚ,Tp. Hồ Chí Minh) | 2003           | máy matxa kinh mạch, Chương Chi Đế vương (Nấm Ngưu Chương), tinh dầu cá hồi...                                                                                                | Đài Loan                                                    |
| 13  | Công ty CP Quốc tế Việt – Am (Tp. Hồ Chí Minh)                        |                | |                                                             |
| 14  | Công ty CP Liên kết Tri Thức (K-Link) (Hà Nội)                        | ?              | Nước uống bổ dưỡng: Thực phẩm chức năng (TPCN): | Không rõ                                                    |
| 15  | Công ty TNHH FFI Việt Nam (Hà Nội)                                    |                | |                                                             |
| 16  | Công ty TNHH TM&DV Apollo (Hà Nội)                                    |                | |                                                             |

### Hội viên liên kết
Theo điều lệ VMLMA: "Thành viên liên kết là các doanh nghiệp liên doanh hay 100% vốn nước ngoài (sau đây gọi chung là doanh nghiệp có vốn đầu tư nước ngoài) hoạt động tại Việt Nam, có đóng góp cho sự phát triển của Hiệp hội, tán thành Điều lệ Hiệp hội, tự nguyện đăng ký gia nhập thì được Hiệp hội xem xét công nhận là Hội viên liên kết."
1. Amway (Mỹ)
2. Avon (Mỹ)
3. Herbalife (Mỹ)
4. Sophie Martin (Pháp)
5. Thiên Sư (Trung Quốc)

### Hội viên danh dự
Theo điều lệ VMLMA: "Công dân, tổ chức Việt Nam không có điều kiện trở thành Hội viên chính thức hoặc liên kết của Hiệp hội có tâm huyết đóng góp cho sự phát triển của Hiệp hội, tán thành điều lệ Hiệp hội, được Đại hội toàn thể Hiệp hội hoặc Đại hội đại biểu toàn quốc hoặc Ban chấp hành Hiệp hội tôn vinh làm Hội viên danh dự."
Cho đến nay MLMA Việt Nam vẫn chưa có hội viên danh dự.

## Ban chấp hành
- Bà Trương Thị Nhi - Chủ tịch Hiệp hội
- Ông Phạm Đăng Khoa - Phó chủ tịch Hiệp hội
- Ông Võ Đan Mạch - Uỷ viên Ban chấp hành, Chánh văn phòng kiêm Tổng thư ký Hiệp hội
- Bà Trần Huệ Mẫn - Ủy viên
- Bà Phan Phạm Phú Nam Phương - Ủy viên kiêm Trưởng ban kiểm tra
- Ông Nguyễn Thái Năng - uỷ viên